# Флаг Чада
Государственный флаг Чада — принят 6 ноября 1959 года. Очень схож с флагом Румынии, отличаясь лишь более тёмным цветом синей полосы.

## Описание и символика
Флаг Чада состоит из трёх вертикальных полос: синей, жёлтой и красной. Он представляет собой комбинацию цветов флага Франции (синего, белого и красного), бывшей метрополии, и панафриканских цветов флага Эфиопии (зелёного, жёлтого, красного).
Цвета имеют следующее значение:
- Синий цвет символизирует небо, надежду и воду.
- Жёлтый цвет олицетворяет солнце и пустыню в северной части страны.
- Красный цвет символизирует прогресс, единство, а также кровь, пролитую за независимость Чада.

## История
В день провозглашения независимости 28 ноября 1958 года у Чада отсутствовал государственный флаг, поэтому некоторое время использовался флаг Франции. В последующие месяцы было принято решение по разработке собственного флага. Уже 30 июня 1959 года был разработан проект зелёно-жёлто-красного флага. Однако из-за того, что это были панафриканские цвета, которые уже использовались другими французскими территориями, в ноябре 1959 года был разработан новый дизайн: уже сине-жёлто-красный флаг.

## Похожие флаги

Флаг Румынии
Флаг Молдавии
Флаг Андорры